# Isłam Bazarganow
Isłam Bazarganow (ros. Ислам Базарганов;ur. 1 sierpnia 1998) – rosyjski i azerski zapaśnik walczący w stylu wolnym. Zajął dwunaste miejsce na  mistrzostwach świata w 2022. Brązowy medalista mistrzostw Europy w 2024 i 2025. Srebrny medalista igrzysk solidarności islamskiej w 2021. Szesnasty w indywidualnym Pucharze Świata w 2020. Mistrz Europy kadetów w 2015 roku.